# Alina Ermolova
Alina Alekseevna Ermolova (in russo Алина Алексеевна Ермолова?; Šachty, 27 febbraio 2001) è una ginnasta russa, campionessa individuale alla fune agli Europei Junior 2016. È anche la Campionessa russa per due anni consecutivi (2015-2016) ai Campionati nazionali russi.

## Carriera

### Junior
Alina Ermolova comincia ad allenarsi con Elena Karpushenko, che era anche l'allenatrice della multi-campionessa mondiale Jana Kudrjavceva. Inizia a gareggiare in campo internazionale alla Minsk Junior World Cup e ai Campionati Junior russi del 2014.
Nel 2015 inizia la stagione gareggiando al Grand Prix Junior di Mosca, vincendo l'oro individuale. Insieme a Ekaterina Ajupova vince l'oro nel campionato a Team alla World Cup di Lisbona. Al Grand Prix di Holon vince l'oro individuale grazie all'alto punteggio di 66.834 punti. Inoltre vince il suo primo titolo nazionale russo junior a Kazan'. Vince altri ori alla World Cup di Sofia, alla World Cup di Budapest e alla Finale Junior di Kazan'. A ottobre, assieme a Margarita Mamun e Aleksandra Soldatova rappresenta la sua società, la Gazprom, all'AEON Cup giapponese; e vince il titolo individuale (Fune:16.733, Cerchio:16.716, Palla:16.683, Clavette:16.766) con il punteggio di 66.898; aiutando la Russia a vincere la gara.
Nel 2016 inizia la stagione con il Grand Prix Junior di Mosca vincendo l'oro, e si qualifica per tre finali di attrezzo, vincendo l'oro al cerchio e l'argento alla fune e alle clavette. Vince il titolo all-around anche all'Happy Caravan di Tashkent. Per il secondo anno in fila, vince il titolo nazionale russo davanti a Polina Šmatko. Partecipa alla Junior World Cup di Sofia, e vince l'oro a fune e clavette. Viene convocata per partecipare agli Europei Junior 2016 dove la Russia vince l'oro nella gara a Team (davanti a Bielorussia e Italia) con Polina Šmatko e Marija Sergeeva; e dove vince l'oro alla fune (davanti a Julija Evčik e Alexandra Agiurgiuculese).

### Senior
Nel 2017, anno nel quale lei sarebbe diventata senior, viene operata in Germania, in seguito a un infortunio, grazie al quale non potrà gareggiare per un anno intero.

## Musiche
| Anno | Attrezzo | Titolo brano                                                                            |
| ---- | -------- | --------------------------------------------------------------------------------------- |
| 2016 | Cerchio  | Introduzione e Rondo Capriccioso by Camille Saint-Saëns                                 |
| 2016 | Palla    | Valse Sentimentale, Op. 51, No. 6 by London Festival Orchestra                          |
| 2016 | Clavette | Cipollino, Act II, Scene 3: Pursuit The Key Held by Little Cherry by Karen Khachaturian |
| 2016 | Fune     | Papaveri by Robertino Loretti                                                           |
| 2015 | Cerchio  | Berozka by Orkestr Gosudarstvennogo Khoreograficheskogo Ansamblya                       |
| 2015 | Palla    | Valse Sentimentale, Op. 51, No. 6 by London Festival Orchestra                          |
| 2015 | Clavette | Barber Of Seville: Overture by Apollo Symphony Orchestra                                |
| 2015 | Fune     | Papaveri by Robertino Loretti                                                           |